# Ippolito Sanfratello
Ippolito Sanfratello (* 3. listopadu 1973 Piacenza) je bývalý italský rychlobruslař.
Původně se věnoval inline bruslení, prvních rychlobruslařských závodů (italských šampionátů) se zúčastnil v roce 2003. Na mezinárodní scéně se poprvé představil na začátku roku 2004 v závodech Světového poháru. Společně s italským týmem získal na Mistrovství světa na jednotlivých tratích 2005 stříbrnou medaili ve stíhacím závodě družstev. Na Mistrovství Evropy 2006 byl sedmý, poté startoval na Zimních olympijských hrách 2006, kde vybojoval zlatou medaili ve stíhacím závodě družstev, v individuálních disciplínách se umístil osmnáctý (1500 m), čtrnáctý (5000 m) a dvanáctý (10 000 m). Poslední závod absolvoval na konci sezóny 2005/2006, na světovém šampionátu ve víceboji skončil sedmý.